# Otto Frisch

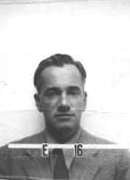
Otto Frisch ID-badgefoto op Los Alamos

Otto Robert Frisch (Wenen, 1 oktober 1904 – Cambridge, 22 september 1979) was een Brits-Oostenrijks natuurkundige. Met zijn tante Lise Meitner publiceerde hij in februari 1939 in Nature voor het eerst over kernsplijting.

## Biografie
Otto Frisch werd geboren in Wenen als zoon van de schilder Justinian Frisch en concertpianiste Auguste Meitner. Hoewel getalenteerd voor beide kunsten, kreeg hij door zijn tante Lise Meitner een voorliefde voor de natuurkunde. Hij studeerde aan de Universiteit van Wenen die hij in 1926 met succes afrondde.
Na een aantal jaren in Duitsland gewerkt te hebben in relatief obscure laboratoriums, kreeg Frisch een baan in Hamburg als assistent bij Nobelprijswinnaar Otto Stern. Hier produceerde hij nieuw werk over de diffractie van atomen en bewees dat het magnetisch moment van het proton veel groter is dan voorheen werd aangenomen.
Na de benoeming in 1933 van Adolf Hitler tot rijkskanselier van Duitsland werd Frisch, die van joodse afkomst was, uitgesloten van werk aan universitaire instellingen. Daarop besloot hij Duitsland definitief te verlaten en te verhuizen naar Londen, waar hij toetrad tot de staf van het Birkbeck College. Samen met de fysicus Patrick Blackett werkte hij aan de technologie van nevelkamers en kunstmatige radioactiviteit. Vervolgens werkte hij vijf jaar lang voor Niels Bohr in Kopenhagen, waar hij zich verder specialiseerde in de kernfysica, vooral in de neutronenfysica.
Omdat Frisch de enige medewerker van Bohr was die Italiaans sprak, kreeg hij de taak om Fermi's artikelen te vertalen, zodra deze verschenen in de Ricerca Scientifica.
Tijdens de kerstvakantie in 1938 bezocht hij zijn tante Lise in de Zweedse plaats Kungälv, nabij Göteburg. Kort daarvoor had ze uit Berlijn een bericht ontvangen van Otto Hahn, de chemicus met wie Meitner intensief had samengewerkt voordat ze Duitsland was ontvlucht. In het schrijven maakte Hahn melding dat hij en zijn assistent Fritz Strassmann tijdens het bombarderen van uraniumkernen met langzame neutronen het element barium hadden geproduceerd als een van de bijproducten. Dit vonden ze opmerkelijk omdat het atoomgetal van barium (Z=65) ongeveer de helft is van uranium (Z=92). Het resultaat kon hij niet verklaren.
Op basis van het druppelmodel van Bohr concludeerden Meitner en Frisch dat aangenomen mag worden dat de collectieve beweging van de deeltjes waaruit de kern is samengesteld in bepaalde gevallen zo heftig verstoord wordt door de beweging van nieuwe energie, dat er een opdeling plaatsvindt van de oorspronkelijke druppel in twee kleinere druppels. Frisch was de eerste die voor dit proces de term 'splijting' (fission) gebruikte, naar de Engelse term voor biologische celdeling.
Vanwege de politieke situatie in nazi-Duitsland waren Hahn en Meitner genoodzaakt hun uitkomsten afzonderlijk te publiceren. Hahns artikel in Die Naturwissenschaften beschreef het experiment en het vinden van barium als bijproduct. Het Nature-artikel van Meitner en Frisch, getiteld Products of Fission of the Uranium Nucleus, beschreef de fysica achter het fenomeen van kernsplijting.
Frisch keerde terug naar Kopenhagen waar hij op 13 januari 1939 de fragmenten van de splijtingsreactie isoleerde. Na bevestiging van Hahns resultaat vertelde hij dit aan zijn mentor Niels Bohr, die op het punt stond af te reizen naar Amerika. Na zijn aankomst gaf Bohr de ontdekking door aan enkele collega’s, onder wie Fermi – die naar de Verenigde Staten was uitgeweken en werkzaam was aan de Columbia universiteit in New York. Een paar dagen later had Fermi het experiment herhaald met dezelfde uitkomst.
In de zomer van 1939 verliet Frisch Denemarken voor een korte reis naar Birmingham, maar de uitbraak van de Tweede Wereldoorlog belette zijn terugkeer. Samen met de eveneens uit Duitsland gevluchte fysicus Rudolf Peierls stelde hij het 'Frisch-Peierls-memorandum' op, het eerste document waarin het proces van een atoomexplosie wordt beschreven. In plaats van natuurlijk uranium (U-238) had Frisch op een suggestie van Bohr met Peierls een bescheiden inschatting gemaakt dat voor uranium-235 een kilo materiaal genoeg was om een nucleaire kettingreactie tot stand te brengen. Deze hoeveelheid – na later bleek te laag berekend – overtuigde de Britse regering dat de ontwikkeling van een atoombom mogelijk was.
In 1943 vertrok Frisch, die inmiddels de Britse nationaliteit had verkregen, naar de Verenigde Staten om te werken aan een atoombom in Los Alamos. Daar kreeg hij de taak om nauwkeurig te bepalen hoeveel verrijkt uranium er benodigd was om de kritische massa te bereiken – de uraniummassa om een nucleaire reactie in stand te houden. Zeven en een half jaar na de ontdekking van Hahn vond bij Alamagordo (New Mexico) de allereerste kernexplosie plaats.
Frisch keerde in 1946 terug naar Londen waar hij de baan aannam als hoofd van de divisie kernfysica van het Atomic Energy Research Establishment (AERE) in Harwell. Verder onderwees hij dertig jaar lang in Cambridge als Jacksonian Professor of Natural Philosophy en was hij lid van Trinity College. Zijn belangrijkste prestatie in Cambridge was zijn uitvinding van de Sweepnik, een meetinstrument die de sporen kan meten van geladen deeltjes op het moment dat zij de vloeistof in een bellenvat passeren. Zijn prototype was zo succesvol dat een bedrijf, Laserscan Ltd., werd opgericht voor de serieproductie. Tot aan zijn overlijden was Frisch voorzitter van dat bedrijf.
In 1946 werd hij door koning George VI onderscheiden met de Orde van het Britse Rijk en in 1948 werd hij gekozen tot lid van de Royal Society. In 1951 huwde hij Ulla Blua, een in Oostenrijk geboren graficus. Samen kregen ze twee kinderen, zoon Tory en dochter Monica. In 1972 ging hij met pensioen. Hij overleed in 1979 als gevolg van verwondingen opgelopen tijdens een val.

## Publicaties
- Meet the Atom: A Populair Guide to the Modern Physics (1947)
- Atomic Physics Today (1961)
- Working with Atoms (1965)
- The Nature of Matter (1973)
- What Little I Remember (1979; autobiografie)